# Лублин
Лублин (пољ. Lublin) је град у Пољској, југоисточно од Варшаве, између река Висла и Буг. Налази се 150 километара југоисточно од Варшаве и 180 километара северозападно од украјинског града Лавов.
По подацима из 2008. године, Лублин има 351.345 становника и девети је град по броју становника у Пољској.
Град красе бројне знаменитости из XVI—XVIII века. Ту је Универзитет Марија Кири. Развијене су машинска, текстилна и прехрамбена индустрија.

## Историја
Археолошки налази указују на дуго присуство култура на овом подручју. Комплекс насеља почео је да се развија на подручју данашњег Лублина и у његовој околини у шестом до седмом веку. У центру данашњег Лублина на брду Чвартек (четвртак) откривени су остаци насеља из шестог века.
Период раног средњег века обележен је интензивирањем насељавања, посебно у пределима уз речне долине. Насеља су била концентрисана око утврде на Старом Градском брду, која је вероватно била један од главних центара племена Љахи. Када је племенско утврђење уништено у 10. веку, центар се померио на североисток, у ново утврђење изнад долине Чеховке, а после средине 12. века на Замак брдо. Претпоставља се да су у Лублину постојале најмање две цркве у раном средњем веку. Једна од њих је највероватније подигнута на брду Чвартек за време владавине Казимира I у 11. веку. Утврђење је постало седиште кастелана, која се први пут помиње у историјским изворима из 1224. године, али је вероватно била присутна од почетка 12. или чак 10. века. Најстарији историјски документ у коме се помиње Лублин датира из 1198. године, тако да је назив мора да је ушао у општу употребу нешто раније.
Положај Лублина на источним границама пољских земаља дао му је војни значај. Током прве половине 13. века, Лублин је био мета напада Монгола, Рутена и Литванаца, што је резултирало његовим уништењем. Такође је био у саставу Галичко-волинске државе између 1289. и 1302. године. Лублин је као град основао Владислав I Кратки између 1258. и 1279. године за време владавине великог војводе Болеслава V. Казимир III од Пољске, је, ценећи стратешки значај овог локалитета, 1341. године саградио зидани замак и опасао град одбрамбеним зидинама. Од 1326. године, ако не и раније, упориште на Замковом брду укључивало је капелу у част Свете Тројице. И данас постоји камена црква из 1335–1370.

### Јагелонска Пољска
Године 1392. град је добио важну трговачку привилегију од краља Владислава II. Склапањем уније између Пољске и Литваније, развио се у трговачки центар, који је управљао великим делом трговине између земаља. Године 1474. област око Лублина је издвојена из Сандомјешког војводства и организована као Војводство лублинско, треће војводство у Малопољској.
Током 15. и 16. века град је брзо растао. У Лублину су одржавани највећи сајмови Државне заједнице Пољске и Литваније. У 16. веку у Лублину су се неколико пута одржавали сабори (сејм) Краљевине Пољске. Дана 26. јуна 1569. у Лублину је проглашена Лублинска унија, која је ујединила Пољску и Литванију. Лублин је постао један од најутицајнијих градова државе и уживао је право гласа током краљевских избора у Пољској.
Неки од уметника и писаца пољске ренесансе 16. века живели су и радили у Лублину, укључујући Себастијана Клоновица и Јана Кохановског, који су умрли у граду 1584. Године 1578. Крунски суд, највиши суд Малопољске покрајине, био је основана у Лублину.
Од друге половине 16. века, покрети протестанске реформације су прешли у Лублин, а у граду је била присутна велика заједница пољских бретрена. Отприлике у то време у Лублину је основана једна од најважнијих јеврејских заједница у Пољској. Јевреји су основали широко поштовану јешиву, јеврејску болницу, синагогу, гробље и образовни центар (кахал) и изградили Гродзку капију (познату као Јеврејска капија) у историјском округу. Јевреји су чинили витални део живота града све до холокауста, оком којег су били пресељени од стране Немачке у злогласни Лублински гето где су на крају и убијени.
Јешива је постала центар учења Талмуде и Кабале, што је довело до тога да се град назове Јеврејски Оксфорд. Године 1567, рош јешива (управник) је добио титулу ректора од краља заједно са једнаким правима и привилегијама онима на челу пољских универзитета.
Град је пропао током катастрофалног потопа, када су га напале руско-козачке снаге 1655. године и Шведска 1656. године.

### 19. и почетак 20. века
После Треће поделе Пољске 1795. године, Лублин се налазио у саставу Аустријског царства, затим је после Пољско-аустријског рата 1809. био део краткотрајног пољског Варшавског војводства, а затим је 1815. године постао део Конгресне Пољске у руској подели Пољске.
Почетком 19. века изграђени су нови тргови, улице, јавне зграде. Године 1877. изграђена је железничка веза са Варшавом и Ковељом, што је подстакло индустријски развој. Становништво Лублина је порасло са 28.900 1873. на 50.150 1897. (укључујући 24.000 Јевреја).
Руска власт је окончана 1915. године, када су град окупирале немачка и аустроугарска војска. После пораза Централних сила 1918. у Лублину је кратко време деловала Привремена народна влада Републике Пољске – прва влада независне Пољске. У међуратним годинама град је наставио да се модернизује, а становништво је расло; основана су важна индустријска предузећа, укључујући прву фабрику авијације у Пољској, фабрику Plage i Laśkiewicz, касније национализовану као LWS. Католички универзитет у Лублину основан је 1918.
Године 1921. римокатолици су чинили 58,9% становништва града, Јевреји - 39,5%. Године 1931. 63,7% становника били су римокатолици, а 34,7% Јевреји.

### Други светски рат
Почетком септембра 1939, током заједничке немачко-совјетске инвазије на Пољску, којом је започео Други светски рат, пољска влада је евакуисала део пољских златних резерви из Варшаве у Лублин, а затим даље на исток у Луцк, пре него што је град године окупирала Немачка, и нашла се на новоформираној територији Генералног губернаторства. Пољско становништво постало је мета жестоких нацистичких прогона фокусираних на интелигенцију и пољске Јевреје. У новембру 1939. године, током Intelligenzaktion, Немци су извршили масовна хапшења стотина Пољака, укључујући наставнике, судије, адвокате, инжењере, предаваче и студенте Католичког универзитета у Лублину, свештенике и предаваче локалне богословије. Окупатори су затворили и Католички универзитет у Лублину. Ухапшени Пољаци су држани у затвору отвореном у Лублинском замку, а многи су потом депортовани у концентрационе логоре.
У периоду од 23–25. децембра 1939. Немци су извршили масакр над 31 Пољака на неколико локација у Лублину. Међу жртвама су били адвокати, професори, директори школа, старосте округа Лублин и Лубартов и други познати и поштовани грађани региона. У јануару и фебруару 1940. године окупатори су ухапсили 23 фратра капуцинера и 43 исусовца. Прогон пољске интелигенције настављен је током немачке AБ-акције. Немци су 24. јуна 1940. године извршили масовна хапшења преко 800 Пољака у Лублину, који су тада били затворени у замку, заједно са десетинама Пољака који су у исто време ухапшени у другим градовима у региону, укључујући Бјалу Подласку, Хелм, Пулави. Многи затвореници су потом депортовани у концентрационе логоре Захсенхаузен и Аушвиц, док је око 500 Пољака убијено у пет великих масакра извршених у данашњем округу Рури 1940. године. Међу жртвама масакра били су и мушкарци и жене: лекари, инжењери, локални званичници, адвокати, судије, активисти, војни официри, парламентарци, чланови пољског отпора, полицајци, професори и студенти.
Покушај да се германизује град довео је до прилива етничких фолксдојчера, повећавајући број немачке мањине са 10 на 15% 1939. године на 20–25%. У близини Лублина је изграђен такозвана резервација за Јевреје на основу идеје о расној сегрегацији познатој као план Ниско или Лублин.
Немци су основали и водили логор за принудни рад за Пољаке у Лублину. Многе Пољаке из Лублина, укључујући 94 предавача, алумниста и студенте Католичког универзитета у Лублину, убили су Совјети у великом Катињском масакру у априлу-мају 1940.
Јеврејско становништво је било присиљено у новоосновани Лублински гето у близини Подзамчеа. Град је служио као штаб за операцију Рајнхарт, главни немачки напор да се истребе сви Јевреји у окупираној Пољској. Већина логораша гета, око 26.000 људи, депортовани су у логор за истребљење Белзец између 17. марта и 11. априла 1942. Остатак је премештен у објекте око концентрационог логора Мајданек који је основан на периферији града. Скоро сви Лублински Јевреји су убијени током холокауста у Пољској. У граду је деловао тајни Пољски савет за помоћ Јеврејима "Жегота", основан од стране пољског покрета отпора. Познати су и случајеви локалних Пољака и Пољакиња, које су Немци хватали и слали или на принудни рад или у концентрационе логоре због пружања склоништа и помагања Јеврејима. Пољаци који су спасавали Јевреје у другим местима у региону такође су били привремено затворени у локалном замку, пре него што су послати у концентрациони логор Аушвиц.
После рата, неки преживели су изашли из скровишта код хришћанских спасилаца или су се вратили из Совјетског Савеза и поново успоставили малу јеврејску заједницу у граду, али њихов број је био безначајан. Већина преживелих отишла је из Пољске у Израел, Сједињене Државе и друге земље.
У првим годинама окупације, многи протерани Пољаци из Гдањска и Помераније коју су анектирали Немци депортовани су у Лублин, а касније, 1943. године, око 9.000 протераних Пољака из оближњег Замошћинског региона доведено је у Лублин и затворено у концентрациони логор Мајданек и у транзитном логору у Крохмалној улици. Многи су потом депортовани на принудни рад у Немачку. У августу 1943. године, захваљујући напорима пољске добротворне организације Rada Główna Opiekuńcza око 2.200 људи је ослобођено из та два логора. Многи од ослобођених људи, укључујући стотине киднаповане пољске деце, били су изузетно исцрпљени или болесни, и одведени су у локалне болнице, које су брзо постале претрпане. Многа исцрпљена деца су убрзо умрла. Апотекари и мештани Лублина организовали су помоћ деци, а по изласку из болнице, људе су примили мештани околних села, што је довело до избијања епидемије тифуса међу становништвом.
Дана 24. јула 1944, град је заузела Совјетска армија и постао је привремено седиште пољског комунистичког комитета националног ослобођења под совјетском контролом који је основао Јосиф Стаљин, а који је требало да послужи као основа за марионетску владу. Совјети су извршили хапшења чланова пољског отпора, укључујући регионалног делегата пољске владе у егзилу Владислава Чолеву и команданта регионалног огранка Армије Крајове Казимјержа Тумидајског, који је на крају убијен у руском заробљеништву 1947. Престоница нове Пољске премештен је у Варшаву у јануару 1945. након совјетске западне офанзиве.

### Послератни период
У послератним годинама, Лублин је наставио да расте, становништво се утростручило. Око новооснованог Универзитета Марија Кири успостављена је значајна научно-истраживачка база. У граду је изграђена велика фабрика аутомобила Fabryka Samochodów Ciężarowych.

## Географија

### Клима
Лублин има умереноконтиненталну климу (Кепен Dfb) са хладним, влажним зимама и топлим летима.
| Клима Лублин (1991–2020, екстреми 1951–данас)                      | Клима Лублин (1991–2020, екстреми 1951–данас) | Клима Лублин (1991–2020, екстреми 1951–данас) | Клима Лублин (1991–2020, екстреми 1951–данас) | Клима Лублин (1991–2020, екстреми 1951–данас) | Клима Лублин (1991–2020, екстреми 1951–данас) | Клима Лублин (1991–2020, екстреми 1951–данас) | Клима Лублин (1991–2020, екстреми 1951–данас) | Клима Лублин (1991–2020, екстреми 1951–данас) | Клима Лублин (1991–2020, екстреми 1951–данас) | Клима Лублин (1991–2020, екстреми 1951–данас) | Клима Лублин (1991–2020, екстреми 1951–данас) | Клима Лублин (1991–2020, екстреми 1951–данас) | Клима Лублин (1991–2020, екстреми 1951–данас) |
| Показатељ \ Месец                                                  | .Јан.                                         | .Феб.                                         | .Мар.                                         | .Апр.                                         | .Мај.                                         | .Јун.                                         | .Јул.                                         | .Авг.                                         | .Сеп.                                         | .Окт.                                         | .Нов.                                         | .Дец.                                         | .Год.                                         |
| ------------------------------------------------------------------ | --------------------------------------------- | --------------------------------------------- | --------------------------------------------- | --------------------------------------------- | --------------------------------------------- | --------------------------------------------- | --------------------------------------------- | --------------------------------------------- | --------------------------------------------- | --------------------------------------------- | --------------------------------------------- | --------------------------------------------- | --------------------------------------------- |
| Апсолутни максимум, °C (°F)                                        | 12,0 (53,6)                                   | 16,9 (62,4)                                   | 23,2 (73,8)                                   | 29,3 (84,7)                                   | 31,6 (88,9)                                   | 34,1 (93,4)                                   | 35,1 (95,2)                                   | 35,3 (95,5)                                   | 33,8 (92,8)                                   | 26,6 (79,9)                                   | 19,6 (67,3)                                   | 14,8 (58,6)                                   | 35,3 (95,5)                                   |
| Максимум, °C (°F)                                                  | −0,1 (31,8)                                   | 1,6 (34,9)                                    | 6,6 (43,9)                                    | 13,8 (56,8)                                   | 19,1 (66,4)                                   | 22,4 (72,3)                                   | 24,5 (76,1)                                   | 24,3 (75,7)                                   | 18,6 (65,5)                                   | 12,5 (54,5)                                   | 6,1 (43)                                      | 1,2 (34,2)                                    | 12,6 (54,7)                                   |
| Просек, °C (°F)                                                    | −2,5 (27,5)                                   | −1,4 (29,5)                                   | 2,4 (36,3)                                    | 8,6 (47,5)                                    | 13,6 (56,5)                                   | 16,9 (62,4)                                   | 18,9 (66)                                     | 18,4 (65,1)                                   | 13,4 (56,1)                                   | 8,2 (46,8)                                    | 3,2 (37,8)                                    | −1,0 (30,2)                                   | 8,2 (46,8)                                    |
| Минимум, °C (°F)                                                   | −4,9 (23,2)                                   | −4,2 (24,4)                                   | −1,1 (30)                                     | 3,8 (38,8)                                    | 8,4 (47,1)                                    | 11,7 (53,1)                                   | 13,6 (56,5)                                   | 13,1 (55,6)                                   | 9,0 (48,2)                                    | 4,6 (40,3)                                    | 0,8 (33,4)                                    | −3,3 (26,1)                                   | 4,3 (39,7)                                    |
| Апсолутни минимум, °C (°F)                                         | −33,7 (−28,7)                                 | −30,6 (−23,1)                                 | −24,2 (−11,6)                                 | −7,3 (18,9)                                   | −4,1 (24,6)                                   | 0,2 (32,4)                                    | 4,1 (39,4)                                    | 0,8 (33,4)                                    | −3,8 (25,2)                                   | −7,7 (18,1)                                   | −20,6 (−5,1)                                  | −24,5 (−12,1)                                 | −33,7 (−28,7)                                 |
| Количина падавина, mm (in)                                         | 33,6 (1,323)                                  | 31,5 (1,24)                                   | 37,9 (1,492)                                  | 42,3 (1,665)                                  | 70,7 (2,783)                                  | 66,8 (2,63)                                   | 82,2 (3,236)                                  | 54,9 (2,161)                                  | 62,8 (2,472)                                  | 47,4 (1,866)                                  | 36,5 (1,437)                                  | 34,5 (1,358)                                  | 601,0 (23,661)                                |
| Дани са падавинама (≥ 0.1 mm)                                      | 17,10                                         | 15,01                                         | 14,83                                         | 12,50                                         | 13,43                                         | 13,17                                         | 14,07                                         | 10,93                                         | 11,97                                         | 13,07                                         | 14,47                                         | 16,33                                         | 166,88                                        |
| Дани са снегом (≥ 0 cm)                                            | 18,8                                          | 17,8                                          | 9,6                                           | 1,5                                           | 0,0                                           | 0,0                                           | 0,0                                           | 0,0                                           | 0,0                                           | 0,6                                           | 4,8                                           | 14,4                                          | 67,5                                          |
| Релативна влажност, %                                              | 87,9                                          | 85,5                                          | 78,7                                          | 70,5                                          | 72,9                                          | 74,5                                          | 74,4                                          | 73,4                                          | 80,1                                          | 84,5                                          | 89,0                                          | 89,5                                          | 80,1                                          |
| Сунчани сати — месечни просек                                      | 44,5                                          | 70,3                                          | 127,5                                         | 187,7                                         | 253,1                                         | 262,8                                         | 263,2                                         | 246,4                                         | 166,2                                         | 116,5                                         | 52,8                                          | 30,3                                          | 1.821,3                                       |
| Извор #1: Завод за метеорологију и водопривреду                    |                                               |                                               |                                               |                                               |                                               |                                               |                                               |                                               |                                               |                                               |                                               |                                               |                                               |
| Извор #2: Meteomodel.pl (евиденција, релативна влажност 1991–2020) |                                               |                                               |                                               |                                               |                                               |                                               |                                               |                                               |                                               |                                               |                                               |                                               |                                               |

## Демографија
Дијаграм показује раст становништва у последњих 400 година. Године 1999, становништво Лублина је процењено на 359.154, што је највише у историји града.

## Економија и инфраструктура
Регион Лублина је део источне Пољске, који је имао мање користи од економске трансформације након 1989. године него региони Пољске који се налазе ближе западној Европи. Због чињенице да је Лублин један од најближих суседних градова Варшаве, прилив инвестиција у услуге из главног града Пољске је обезбедио стабилан раст због релативно брзог повезивања, док спољне инвестиције напредују, омогућавајући оближњој сателитској општини Свидњик велике индустријске инвестиције.
Лублин је регионални центар ИТ компанија. Asseco Business Solutions S.A., eLeader Sp z o.o., CompuGroup Medical Polska Sp. z o.o., Abak-Soft Sp. z o.o. и многе друге овде имају своја седишта. Друге компаније (на пример Comarch S.A., Britenet Sp. z o.o., Simple S.A., Asseco Poland S.A.) су ангажоване у Лублину, како би искористиле предности образованих стручњака. Видљив је пораст професионалаца жељних рада у Лублину, због разлога као што су квалитет живота, управљање културом, животна средина, побољшање везе са Варшавом, нивои образовања или финансијски, због обично већих оперативних маржи глобалне организације присутне у овој области.
Велику фабрику аутомобила Fabryka Samochodów Ciężarowych купио је јужнокорејски Даеву конгломерат почетком 1990-их. Са финансијским проблемима Даеву-а 1998. године у вези са азијском финансијском кризом, производња у фабрици је практично пропала и она је ушла у стечај. Напори да се поново покрене производња комбија су успели када је добављач мотора купио компанију како би задржао своје главно тржиште. Са пропадањем Лублина као регионалног индустријског центра, привреда града је преоријентисана на услужне индустрије. Тренутно је највећи послодавац Универзитет Марија Кири.
Цена земљишта и инвестициони трошкови су нижи него у западној Пољској. Међутим, област Лублина мора бити један од главних корисника развојних фондова ЕУ. Јежи Квјечињски, заменик државног секретара у Министарству за регионални развој на Конференцији Министарства за регионални развој (Пољска у Европској унији — нове могућности за стране инвеститоре) изјавио је:
 У непосредној финансијској перспективи, између 2007. и 2013. године, бићемо највећи корисници ЕУ — сваки пети евро ће бити потрошен у Пољској. Укупно ће нам бити на располагању 120 милијарди евра, намењених искључиво за постразвојне активности. Ова сума ће бити огроман подстицај за нашу земљу. 
У септембру 2007. премијер је потписао закон о стварању посебне економске инвестиционе зоне у Лублину која нуди пореске олакшице. Део је Park Mielec — Европског простора економског развоја. Најмање 13 великих компанија је изјавило да жели да инвестира у Лублину, на пример: Carrefour, Comarch, Safo, Asseco, Aliplast, Herbapol, Modern-Expo и Perła Browary Lubelskie. Истовремено, енергетски конгломерат, Polska Grupa Energetyczna, који ће градити прву нуклеарну електрану у Пољској, има своје седиште у Лублину.
Модерни тржни центри изграђени у Лублину као што су Tarasy Zamkowe (Тераса замка), Lublin Plaza, Galeria Olimp, Galeria Gala, највећи тржни центар у граду, који покрива 33.500 квадратних метара површине. Сличне инвестиције су планиране у блиској будућности, као што су Парк Фелин (Фелисити) и нова подземна галерија (Алхемија).

### Медији
У граду постоји јавна ТВ станица: ТВП Лублин која поседује бетонски телевизијски торањ висок 104 метра. Станица је свој први програм пустила у етар 1985. године. Последњих година је пустила нове канале ТВП3 и ТВП Инфо.
Радио станице које се емитују из Лублина укључују 'Радио еР - 87.9 фм', радио 'Еска Лублин' - 103.6 фм, радио Лублин - 102.2 фм, радио Центрум (универзитетска радио станица)] - 98.2 фм, радио 'Фри' - 89,9 фм, и радио 'Złote Przeboje' (Златни хитови) Лублин - 95.6 фм.
Локалне новине укључују дневни лист Kurier Lubelski регионални партнер националног листа Dziennik Wschodni, Gazeta Wyborcza, дневни лист Метро и недељник Nasze Miasto Lublin.

### Транспорт

#### Авио превоз
Аеродром Лублин (пољ. Lotniczy Lublin) (IATA: LUZ) налази се око 10 км североисточно од Лублина. Са отприлике 8 дестинација и преко 450.000 путника у 2018, то је највећи аеродром у источној Пољској. Постоји директна железничка и аутобуска веза од аеродрома до центра града.

#### Железнички превоз
Са главне железничке станице Лублин, десет возова полази сваког дана за Варшаву, а три за Краков, као и другим већим градовима Пољске. Лублин такође има директне железничке везе са Жешовом, Шчећином, Гдињом и другим пољским градовима и местима у региону као што су Наленчов, Хелм и Замошћ. Експресни воз стиже до Варшаве за око два сата.

#### Друмски саобраћај
Лублин се налази на раскрсници брзих путева С12, С17 и С19. Аутопут С17 између Лублина и Варшаве тренутно је завршен у другој половини 2020. године. С19 између Лублина и Жешова је тренутно у изградњи и требало би да буде завршен до 2023. Остатак планиране мреже брзих путева око града који ће бити изграђена у наредним годинама састоји се од С12 на истоку у правцу Хелма, С19 северно према Бјалистоку и С17 југоисточно према Замошћу. Обилазница аутопута око Лублина омогућава транзитном саобраћају да избегне центар града.
Међуградски аутобуси полазе из близине замка у старом делу града и опслужују већину истих дестинација као и железничка мрежа. 
Лублин је један од само четири града у Пољској који имају тролејбусе.

## Култура и туризам
Лублин је највећи град у источној Пољској и служи као важна регионална културна престоница. У њему су се одиграли многи важни међународни догађаји. Дао је многе међународне уметнике, истраживаче и политичаре. Фреске у капели Свете Тројице у замку Лублин су мешавина римокатоличких мотива са источним византијским стиловима, што показује како град повезује запад са истоком.

### Уметност

#### Музеји
Први музеј у граду је Национални музеј у Лублину, један од најстаријих и највећих музеја источне Пољске, као и Државни музеј Мајданек са 121.404 посетилаца у 2011.

#### Биоскоп
Лублин је град са проактивним приступом филмској индустрији. Град је представљен у неким од најзначајнијих филмова, међу којима је и Оскаром награђени филм Читач који је делимично снимљен у нацистичком концентрационом логору Мајданек.
Године 2008. Лублин је сарађивао са украјинским Лавовом, на снимању и дистрибуцији промотивних материјала који су оба града приказали као привлачне за филмску индустрију. Филмови су били подељени филмским ствараоцима присутним на Канском фестивалу. Ово је спонзорисала Европска унија. У Лублину постоје бројни биоскопи, укључујући неколико мултиплекса.
Филмски фонд Лублина је активан од 2009. године, активно се брине за неговање кинематографских талената у Лублину и промовише град пружањем финансијске и организационе подршке. Бројни играни филмови су делимично финансирани од стране фонда, укључујући филмовеKamienie na Szaniec, Panie Dulskie, Volta и награђивани Carte Blanche.

#### Позоришта
У Лублину постоје многе културне организације, било општинске, владине и/или невладине. Међу популарним местима су општинска позоришта и играонице:
- Музичко позориште у Лублину, опера, оперета, мјузикл, балет
- Лублинска филхармонија Хенрик Вијењавски
- Позориште Јулијуш Остерва
- Позориште Х. К. Андерсен са луткарским програмима за децу

Рубна позоришта:
- Културни центар у Лублину
- Центар за позоришну праксу
- Центар "Гродска капија - Театар НН".
- Пројектни центар Працовнија Мат

#### Галерије
У Лублину постоје бројне уметничке галерије; неке воде приватни власници, а неке су локали општина, владе, НВО или удружења. Галерија Лавиринт (раније „БВА“) је Канцеларија за уметничке изложбе – пољ. Biuro Wystaw Artystycznych).

### Стари град
Стари град у Лублину дели неколико традиција са Малопољском, углавном дијалект и историјску архитектуру која доноси јединствен амбијент упоредив са Краковом. То је, међутим, једно посебно искуство, које има користи од уметничке обнове, које је напредовало некако спорије и скромније фокусирајући се више на квалитет, а мање на комерцијализацију. Историјске грађевине, укључујући и порушене градске куће које чекају нове власнике, стварају јединствену атмосферу ренесансног града. Стари град у Лублину има калдрмисане, уске улице и углавном средњовековног распореда и дизајна. Многа места око Старог града уживају у архитектури применљивој за ресторане, уметничке хотеле, пабове галерије и клубове. Осим забаве, у овој области се налазе мала предузећа и престижне канцеларије. У Старом граду постоји неколико историјских цркава, укључујући знамениту ренесансну базилику Светог Станислава и барокну катедралу Светог Јована Крститеља.
Град нуди живу музичку и ноћну сцену. Лублин има много позоришта и музеја и професионални оркестар, Лублинску филхармонију.

#### Пабови и ресторани
У Старом граду и непосредној околини налази се преко 100 јединствених ресторана, кафића, пабова, клубова и других угоститељских објеката. У другој половини 2010-их, снажна међународна заједница окупљена око Медицинског универзитета у Лублину утицала је на раст ресторана који нуде различите светске кухиње.

### Европска престоница културе
Године 2007. Лублин се придружио групи пољских градова кандидата за титулу Европске престонице културе. Лублин је ушао у ужи избор, али је на крају изабран Вроцлав. Лублин је пилот град Програма Интеркултуралних градова Савета Европе и Европске комисије.

## Спорт
- КК Старт Лублин – такмиче се у Првој лиги, најбољи пласман 2. место у сезони 2019/20.
- ЖРК Лублин – такмиче се у пољској Екстракласи: 2. место у сезони 2003/04: такође победнице женског ЕХФ купа у сезони 2000/01.
- ФК Мотор Лублин – такмиче се у 2. лиги.
- ФК Лублињанка – такмиче се у 4. лиги.
- ЛСКТ – Теквондо клуб
- Титани Лублин – полупрофесионални клуб америчког фудбала

### Међународни догађаји
- Светско првенство у фудбалу до 20 година 2019. – домаћин по 3 утакмица Група А и Ц, једне утакмице четвртфинала и једне утакмице полуфинала
- Годишња мотокрос трка

## Образовање
Постоји пет државних школа високог образовања:
- Универзитет Марија Кири
- Католички универзитет Јована Павла II
- Медицински универзитет у Лублину
- Универзитет природних наука у Лублину
- Политехника

Лублин је дом приватних високошколских установа.
- Универзитет за економију и иновације у Лублину
- Лублинска школа бизниса
- Универзитет друштвених наука у Лублину
- Виша школа за предузетништво и администрацију
- Универзитет Винсент Пол у Лублину

У граду се налази једна од најстаријих школа у Пољској, пољ. Liceum Ogólnokształcące im. Stanisława Staszica w Lublinie, која је основана 1586. године. Школа има много истакнутих бивших студената, као што су Болеслав Прус, један од најутицајнијих пољских писаца и романописаца, и Леслав Пага, суоснивач Варшавске берзе.

## Политика и локална власт
Лублин је главни град покрајине под називом Војводство лублинско, покрајине (војводство) организоване 1999. године. Град је посебна урбана гмина и градски округ (повјат).

### Општинска управа
Лублином управља скупштина општине (пољ. Rada Miasta) и градоначелник града (пољ. Prezydent Miasta). Градско веће чини 31 одборник које непосредно бирају становници града. Надлежност савета и председника обухвата све области општинске политике и планирања развоја, укључујући и развој локалне инфраструктуре, саобраћаја и планске дозволе. Тренутни градоначелник града је Кшиштоф Жук, који је на овој функцији од 2010. године.

### Симболи
Лублин има званичну заставу, правоугаоник 5:8 подељен на три хоризонталне траке: белу (горња), зелена (уска, средња) и црвена (доња). У централном делу налази се грб Лублина. Такође је дозвољено окачити заставу у облику вертикалне траке: тада би бела требало да буде на левој страни или близу јарбола.

## Партнерски градови
Лублин је пилот град Савета Европе и програма ЕУ Интеркултурални градови. У 2017. години, Лублину је додељена Европска награда од стране Парламентарне скупштине Савета Европе. Лублин је изабран за Европску престоницу младих 2023. године од стране међународног жирија Европског омладинског форума. Лублин је потписник Европске повеље о равноправности жена и мушкараца у свакодневном животу.
Настала су два насеља ван Пољске која су добила име Лублин. Лаблин (Висконсин) је село у округу Тејлор у САД. Лублин у Молдавији био јеврејска пољопривредна колонија основана током Руског царства у данашњем селу Њемировка 1842. године.

### Партнерски градови
Лублин је град побратим са следећим градовима:
| - Алкала де Енарес, Шпанија - Дебрецин, Мађарска - Делменхорст, Немачка - Ири (Пенсилванија), Сједињене Америчке Државе - Ивано-Франковск, Украјина - Ланкастер, Уједињено Краљевство - Лаблин (Висконсин), Сједињене Америчке Државе | - Луганск, Украјина - Луцк, Украјина - Лавов, Украјина - Минстер, Немачка - Нанси, Француска - Никебинг Фалстер, Данска - Паневежис, Литванија - Перник, Бугарска | - Ришон Лецион, Израел - Старобиљск, Украјина - Суми, Украјина - Тилбург, Холандија - Визеу, Португалија - Виндзор, Канада |

Бивши градови побратими:
- Брест, Белорусија (прекинут 3. марта 2022. као одговор на умешаност Белорусије у руску инвазију на Украјину)[65]

## Галерија
- Позориште Јулијуш Остерва
- Лублинска катедрала
- Унутрашњост катедрале
- Торањ Тринитаријан
- Базилика Светог Станислава
- Двориште Доминиканске опатије
- Ботаничка башта
- Капела Свете Тројице из 14. века
- Фреске унутар капеле
- Капија Гродзка
- Улични вашар у Старом граду
- 440. годишњица Лублинске уније
- Место рођења композитора Хенрика Вијењавског
- Кућа песника Себастијана Клоновича
- Језеро Земборзице
- Црква Светих апостола Петра и Павла
- Црква Преображења Господњег
- Први део обилазног пута око Лублина
- Радио и ТВ торањ у Лублину